# Сан Мартино-Параванико (Ђенова)
Сан Мартино-Параванико је насеље у Италији у округу Ђенова, региону Лигурија.
Према процени из 2011. у насељу је живело 442 становника. Насеље се налази на надморској висини од 323 м.